# Ötös számrendszer
Az ötös számrendszer egy olyan számrendszer, mely öt számmal jeleníti meg a valós számokat, ezek a 0, 1, 2, 3, 4 számok. Ez a kultúrák között nagyon elterjedt rendszer volt, mivel az embernek mindkét kezén öt ujja van.
Az ötös, más szóval quináris helyiértékrendszerben az említett (0-tól 4-ig terjedő) öt számjegy használható bármely valós szám ábrázolására. Ebben a helyiértékes számábrázolásban az ötöt 10-nek, a huszonötöt 100-nak, a hatvanat pedig 220-nak írják (60 = 2×52+2×51+0×50).

## Használata
A XX. század elején már csak a dél-afrikai luo törzsnél, továbbá Kenyában és a nigériai jorubáknál használták. Azonban a többi helyhez hasonlóan itt is felváltotta a tízes számrendszer.
A római számok rendszerében megfigyelhető egy ötös alszámrendszer. (V, L, D), mely a tízes számrendszeren belül kapott helyet. Ezt a rendszert gyakran ötös-tízes számrendszerek nevezik. Ritkább variáció az ötös-húszas számrendszer.
A Cyan Words Riven című játékában az ötös számrendszer fontos szerepet tölt be.
A kínai abakusz a kettes és az ötös számrendszer keverékét használja, hogy leutánozza a tízes számrendszert.
A bikvináris kódolású decimális a számrendszernek egy olyan változata, melyet számos korai számítógépen, köztük a Colossuson és az IBM 650-en használtak a decimális számok ábrázolására.

## Lásd még
- Kettes számrendszer
- Tízes számrendszer
- Tizenhatos számrendszer